# Grumman Goose
Grumman G-21 Goose — самолёт, спроектированный и построенный фирмой Grumman. Выпускался с 1938 по 1945 год. Является амфибией (может садиться и на грунт, и на воду). В годы серийного выпуска построено 345 самолетов. Из них в лётном состоянии 45, ещё 34 находятся в музейных коллекциях или на восстановлении.

## Модификации
G-21
G-21A
G-21B
G-21C
G-21D
G-21E
G-21G
Kaman K-16B
XJ3F-1
JRF-1
JRF-1A
JRF-2
JRF-3
JRF-4
JRF-5
JRF-5G
JRF-6B
OA-9
OA-13A
OA-13B
Goose Mk.I
Goose Mk.IA
Goose Mk.II

## Тактико-технические характеристики
Приведённые характеристики соответствуют модификации JRF-5 «Goose».
Источник данных: DEPARTMENT OF THE NAVY -- NAVAL HISTORICAL CENTER 

Технические характеристики
- Экипаж: 2 (пилота)
- Пассажировместимость: 4 пассажира
- Длина: 11,68 м
- Размах крыла: 14,94 м
- Высота: 4,445 м
- Площадь крыла: 34,84 м²
- Профиль крыла: NACA 23015 корень крыла, NACA 23009 законцовка
- Средняя аэродинамическая хорда: 2,474 м
- Колея шасси: 2,286 м
- Водоизмещение: 11340 кг корпус; 689,5 кг оба поплавка
- Масса пустого: 2910 кг
- Масса снаряжённого: 3302 кг
- Максимальная взлётная масса: 3946 кг
- Масса топлива во внутренних баках: 598,7 кг
- Объём топливных баков: 832,8 л
- Силовая установка: 2 × радиальный Pratt & Whitney R-985-AN-6
- Мощность двигателей: 2 × 450 л.с. (2 × 331 кВт)
- Воздушный винт: четырёхлопастной Hamilton Standart 6167
- Диаметр винта: 2,6 м

Лётные характеристики
- Максимальная скорость: 309 км/ч
- Крейсерская скорость: 183 км/ч
- Скорость сваливания: 99,5 км/ч
- Практическая дальность: 1408 км
- Практический потолок: 6005 м
- Скороподъёмность: 5,436 м/с
- Нагрузка на крыло: 113,3 кг/м²
- Тяговооружённость: 148,8 Вт/кг

Вооружение
- Бомбы: свободнопадающие:
  - 2 × 45 кг или
  - 2 × 147 кг глубинные бомбы

## В культуре
- Коммандо — на самолёте Grumman Goose Мэтрикс и Синди отправляются освобождать похищенную дочь[2].
- Uncharted: Drake’s Fortune — в начале игры именно на G-21 Нейтан Дрейк терпит крушение.